# Jewstafij
Jewstafij (ros. Евстафий, pol. Eustachy, od Świętego Eustachego) – pancernik generacji przeddrednotów Floty Czarnomorskiej Marynarki Wojennej Imperium Rosyjskiego. Został zbudowany przed I wojną światową, a jego oddanie do służby mocno przeciągnęło się w czasie ze względu na konieczność wprowadzenia wielu zmian po lekcji, jaką dla floty rosyjskiej była wojna rosyjsko-japońska 1905 roku.
W chwili wybuchu I wojny światowej "Jewstafij", wraz z siostrzanym pancernikiem "Ioann Złatoust", był najnowocześniejszym okrętem wojennym na Morzu Czarnym, lecz szybko ich przewaga została zniwelowana przez przybycie na Morze Czarne niemieckiego krążownika liniowego "Goeben". Mimo to, oba stanowiły siłę uderzeniową floty w pierwszym roku wojny, nim do służby weszły pierwsze rosyjskie drednoty. Wkrótce po wypowiedzeniu przez Rosję wojny imperium osmańskiemu pod koniec 1914 roku zmusiły do wycofania się z akcji u przylądka Sarycz krążownik liniowy "Goeben". Okręt kilkakrotnie prowadził ostrzał artyleryjski fortyfikacji Bosforu na początku 1915. Podczas jednej z takich akcji 10 maja 1915 został zaatakowany przez "Goebena", ale i tym razem "Jewstafij", wraz z innymi okrętami zdołał odeprzeć atak. Po pojawieniu się na Morzu Czarnym pod koniec 1915 roku pierwszych drednotów "Jewstafij" przestał odgrywać pierwszorzędną rolę, a w końcu został odstawiony do rezerwy w Sewastopolu.

## Przebieg służby
Budowa "Jewstafija" rozpoczęła się 13 lipca 1904, na długo przed oficjalną uroczystością położenia stępki w dniu 23 listopada 1904. Prace przebiegały dość szybko, zważywszy na zakłócenia spowodowane rewolucją 1905 roku, a wodowanie nastąpiło 3 listopada 1906. Jednakże prace wykończeniowe uległy poważnemu opóźnieniu z powodu konieczności wprowadzenia wielu zmian konstrukcyjnych po lekcji, jaką flota imperium otrzymała w czasie wojny rosyjsko-japońskiej. W tej sytuacji oddanie okrętu do służby nastąpiło dopiero 28 maja 1911 roku. Niedługo potem (w październiku) "Jewstafij" wszedł na mieliznę w pobliżu rumuńskiego portu Konstanca, ale odniósł jedynie nieznaczne uszkodzenia.

### I wojna światowa
"Jewstafij", najnowszy nabytek Floty Czarnomorskiej, został okrętem flagowym wiceadmirała Andrieja Eberhardta, dowódcy Floty, i pozostawał nim przez około rok. W dwa tygodnie po wypowiedzeniu przez Rosję wojny imperium osmańskiemu (2 listopada 1914) eskadra Floty Czarnomorskiej, w skład której wchodziły przeddrednoty "Jewstafij" i "Ioann Złatoust" oraz pancerniki "Pantielejmon", "Rostisław", "Tri Swiatitiela" i trzy krążowniki, w eskorcie trzech niszczycieli 11 torpedowców, wyruszyła na bombardowanie Trapezuntu. Zadanie zostało wykonane i 17 listopada rano okręty popłynęły wzdłuż wybrzeży Anatolii, polując na statki tureckie, by wieczorem tego samego dnia wziąć powrotny kurs na Sewastopol. Następnego dnia eskadrę doścignęły niemieckie krążowniki: liniowy "Goeben" i lekki "Breslau" (płynące pod banderą turecką jako "Yavuz Sultan Selim" i "Midilli"), skutkiem czego doszło do potyczki koło przylądka Sarycz.
Mimo że było koło południa, nad morzem zalegała mgła i główne okręty początkowo nie widziały się nawzajem. Flota Czarnomorska przed wybuchem wojny ćwiczyła skoncentrowane ostrzeliwanie celu pod kontrolą "okrętu głównego", tak więc obecnie, trzymając się tej zasady, "Jewstafij" wstrzymywał się z otwarciem ognia, dopóki "Ioann Złatoust", okręt główny operacji, nie dostrzegł "Goebena". Kiedy wreszcie padł rozkaz otwarcia ognia, podana odległość do celu przekraczała o ponad 3600 m dane z własnych namiarów "Jewstafija" (7000 m). Dowódca okrętów rozkazał więc otworzyć ogień według własnych namiarów. Już pierwsza salwa pocisków 305 mm trafiła w cel niemal przebijając pancerz jednej z kazamat dział artylerii średniej "Goebena". Wywołany trafieniem pożar spowodował wybuch gotowej do użycia amunicji i śmierć załogi kazamaty.
"Goeben" natychmiast odpowiedział ogniem trafiając środkowy komin "Jewstafija"; pocisk wybuchł po przebiciu komina i zerwał antenę radiową, z którego to powodu "Jewstafij" nie był w stanie skorygować danych "Ioanna Złatoustego". "Goeben" trafił "Jewstafija" jeszcze cztery razy (jeden z pocisków nie wybuchł). Po 14-minutowej wymianie ognia kontradmirał Wilhelm Souchon zdecydował się zawrócić i zgubić kontakt z okrętami rosyjskimi. "Jewstafij" stracił w tym pojedynku 34 zabitych i 24 rannych. Okręt wystrzelił szesnaście pocisków  305 mm, czternaście 203 mm i dziewiętnaście 150 mm.
Kilka płyt pancernych na "Jewstafim" było po bitwie do wymiany, więc wzięto je ze starego przeddrednota "Dwienadcat Apostołow", tak, że naprawy zostały zakończone przed 29 listopada. 9 stycznia 1915 "Breslau" i turecki krążownik "Hamidiye" napotkały flotę rosyjską wracając z misji we wschodniej części Morza Czarnego. W czasie krótkiej wymiany ognia "Breslau" trafił "Jewstafija" w przednią wieżę działową pociskiem 105 mm, czasowo wyłączając ją z boju, po czym oba krążowniki, korzystając z przewagi szybkości, uciekły.
"Jewstafij" i "Ioann Złatoust" osłaniały kilkakrotnie – pomiędzy 18 marca a 10 maja 1915 – operacje bombardowania fortyfikacji Bosforu. Dwie pierwsze misje przebiegły spokojnie, lecz 10 maja okręty rosyjskie namierzył turecki niszczyciel "Nümune-i Hamiyet" i do bombardowania nie doszło z powodu akcji "Goebena". "Jewstafij" (flagowy admirała Eberhardta), "Ioann Złatoust" i "Rostisław" stanowiły zespół przykrycia pozostałych pancerników, które miały bombardować tureckie pozycje. "Goeben" zaskoczył i rozpoczął ostrzał słabszego zespołu przykrycia. Obie eskadry płynęły równoległym kursem ostrzeliwując się z odległości około 16 km. Żadna ze stron nie uzyskała trafień, aczkolwiek "Goeben" odnotował kilka strzałów bliskich trafienia "Jewstafija" (odłamki pocisków poniszczyły  szalupy, a dalmierze zalewała woda od wybuchów). "Goeben", mimo swej szybkości 25 węzłów, nie był w stanie obejść czoła kolumny przeciwnika ani skutecznie się wstrzelać, bowiem rosyjskie okręty ciągle zmieniały kurs i prędkość. Ta taktyka pozwoliła dołączyć do eskadry pancernikom "Tri Swiatitiela" i "Pantielejmon", które wcześniej odłączyły z zamiarem ostrzału celów naziemnych. "Pantielejmon" dwukrotnie trafił "Goebena" zanim ten, po 22-minutowej wymianie ognia, zerwał kontakt z eskadrą rosyjską. Po zjednoczeniu eskadry Eberhardt próbował doścignąć niemiecki krążownik liniowy, ale bezskutecznie. "Jewstafij" w starciu wystrzelił 60 pocisków 305 mm i 32 pociski 203 mm.

## Degradacja i koniec
1 sierpnia 1915 "Jewstafij" i wszystkie pozostałe przeddrednoty zostały przeniesione do 2 Dywizjonu Pancerników Floty; stało się tak za przyczyną wejścia do służby drednota "Impieratrica Marija". 1 października nowy okręt stanowił osłonę, podczas gdy "Ioann Złatoust" i "Pantielejmon" bombardowały Zonguldak a "Jewstafij" pobliskie Kozlu. Oba okręty typu Jewstafij brały jeszcze udział w drugim bombardowaniu Warny w maju 1916 roku. Oba też, w marcu 1918, zostały odstawione do rezerwy. Do maja stały zacumowane w Sewastopolu, kiedy to do miasta wkroczyły wojska niemieckie i przekształciły "Jewstafija" w hulk mieszkalny. W grudniu okręty zostały przekazane Brytyjczykom, a ci w dniach 22–24 kwietnia 1919 zniszczyli ich maszyny, chcąc mieć pewność, że nadciągające wojska bolszewickie nie będą mogły ich użyć przeciw białym. Brytyjczycy opuścili Krym. Biali mimo to utrzymywali się na Krymie jeszcze półtora roku i ewakuowali się  do Stambułu dopiero w listopadzie 1920 roku, lecz nie mogli wykorzystać potęgi unieruchomionych okrętów. "Jewstafij" 6 lipca 1921 (a więc już za władzy bolszewików) zmienił nazwę na "Riewolucja". Mimo to okręt został pocięty na złom w latach 1922–1923, aczkolwiek w spisie okrętów Marynarki Sowieckiej figurował do 21 listopada 1925.